# 841
841 је била проста година.

## Догађаји
- 25. јун — Битка код Фонтенеја - Франачки принчеви Лудвиг Немачки и Карло Ћелави су нанели пораз цару и свом брату Лотару у бици код Фонтноа.

- Викинзи нападају град Руан у Нормандији. Спаљују бенедиктински манастир Жимјеж; узимају 68 заробљеника, које, уз плаћање откупа, враћају монаси Сен Денија.
- Град Дифлин или Даблин (данашња Ирска) основали су норвешки Викинзи, на јужној обали реке Лифи. Насеље је утврђено јарком и земљаним бедемом, са дрвеном палисадом на врху. Нордијци оснивају индустрију ткања вуне, а постоји и трговина робљем. Подиже се вештачко брдо, где се племство састаје да доноси законе и расправља о политици.
- Константин Контомит, византијски генерал (стратег) Тракијске теме, наноси тежак пораз критским Сараценима. Он предводи византијске експедиционе снаге да нападну монашку заједницу близу планине Латрос (данашња Турска).
- Менеција шаље флоту од 60 галија (свака са 200 људи) да помогне Византинцима у протеривању Арапа из Кротона, али напад не успева. Муслиманске трупе освајају град Бриндизи.
- Избија про-Омејадска побуна, коју предводи Ел-Мубарка у Палестини, против Ел-Мутасима калифа Абасидског калифата (завршава се 842. године).
- У кинеској престоници Чангану, Западна пијаца (и Источна пијаца) се затварају сваке ноћи сат и три четвртине пре сумрака (по владином налогу); полицијски час се сигнализира звуком од 300 откуцаја гласног гонга. Након што се званичне пијаце затворе за ту ноћ, мале ноћне пијаце у стамбеним зонама напредују са мноштвом купаца, упркос напорима владе да их затвори. Са опадањем владиног ауторитета (до средине 9. века), овај едикт (као и многи други) се углавном игнорише, јер градски становници настављају да посећују ноћне пијаце без обзира на то.

## Смрти
- Теодор и Теофан Начертани - хришћански светитељи